# Le Cheix-sur-Morge
Le Cheix-sur-Morge (anciennement Le Cheix jusqu'au 31 décembre 2024) est une commune française, située dans le département du Puy-de-Dôme en région d'Auvergne-Rhône-Alpes.
Située dans la Grande Limagne, Le Cheix est proche de la ville de Riom et fait partie de la communauté d'agglomération de cette dernière. Elle fait aussi partie de la vaste aire d'attraction de Clermont-Ferrand.

## Géographie

### Localisation
Située sur la plaine de la Limagne, au nord du département du Puy-de-Dôme, Le Cheix-sur-Morge est situé entre Aigueperse et Riom, dans le canton de Riom depuis les élections départementales de 2015 (jusqu'alors elle dépendait du canton de Riom-Est).
Le Cheix-sur-Morge est à 7,7 km au sud d'Aigueperse, à 8,9 km au nord-est du chef-lieu d'arrondissement Riom et à 21 km au nord du chef-lieu du département Clermont-Ferrand.
Quatre communes (cinq avant fusion de Cellule et La Moutade) sont limitrophes du Cheix-sur-Morge :
|                     | Aubiat          |                    |
| Chambaron-sur-Morge | Cheix-sur-Morge | Sardon             |
|                     |                 | Varennes-sur-Morge |

### Climat
Pour des articles plus généraux, voir Climat d'Auvergne-Rhône-Alpes et Climat du Puy-de-Dôme.
En 2010, le climat de la commune est de type climat océanique dégradé des plaines du Centre et du Nord, selon une étude du Centre national de la recherche scientifique s'appuyant sur une série de données couvrant la période 1971-2000. En 2020, Météo-France publie une typologie des climats de la France métropolitaine dans laquelle la commune est exposée à un climat de montagne ou de marges de montagne et est dans la région climatique  Nord-est du Massif Central, caractérisée par une pluviométrie annuelle de 800 à 1 200 mm, bien répartie dans l’année. 
Pour la période 1971-2000, la température annuelle moyenne est de 10,9 °C, avec une amplitude thermique annuelle de 16,6 °C. Le cumul annuel moyen de précipitations est de 658 mm, avec 8,2 jours de précipitations en janvier et 7 jours en juillet. Pour la période 1991-2020, la température moyenne annuelle observée sur la station météorologique de Météo-France la plus proche, « Charmes_sapc », sur la commune de Charmes à 14 km à vol d'oiseau, est de 11,9 °C et le cumul annuel moyen de précipitations est de 675,4 mm,. Pour l'avenir, les paramètres climatiques de la commune estimés pour 2050 selon différents scénarios d'émission de gaz à effet de serre sont consultables sur un site dédié publié par Météo-France en novembre 2022.

## Urbanisme

### Typologie
Au 1er janvier 2024, Le Cheix est catégorisée bourg rural, selon la nouvelle grille communale de densité à sept niveaux définie par l'Insee en 2022.
Elle est située hors unité urbaine. Par ailleurs la commune fait partie de l'aire d'attraction de Clermont-Ferrand, dont elle est une commune de la couronne,. Cette aire, qui regroupe 209 communes, est catégorisée dans les aires de 200 000 à moins de 700 000 habitants,.

### Occupation des sols
L'occupation des sols de la commune, telle qu'elle ressort de la base de données européenne d’occupation biophysique des sols Corine Land Cover (CLC), est marquée par l'importance des territoires agricoles (88,6 % en 2018), une proportion sensiblement équivalente à celle de 1990 (89,1 %). La répartition détaillée en 2018 est la suivante : terres arables (73,3 %), zones urbanisées (11,4 %), zones agricoles hétérogènes (9,1 %), prairies (6,2 %). L'évolution de l’occupation des sols de la commune et de ses infrastructures peut être observée sur les différentes représentations cartographiques du territoire : la carte de Cassini (XVIIIe siècle), la carte d'état-major (1820-1866) et les cartes ou photos aériennes de l'IGN pour la période actuelle (1950 à aujourd'hui).

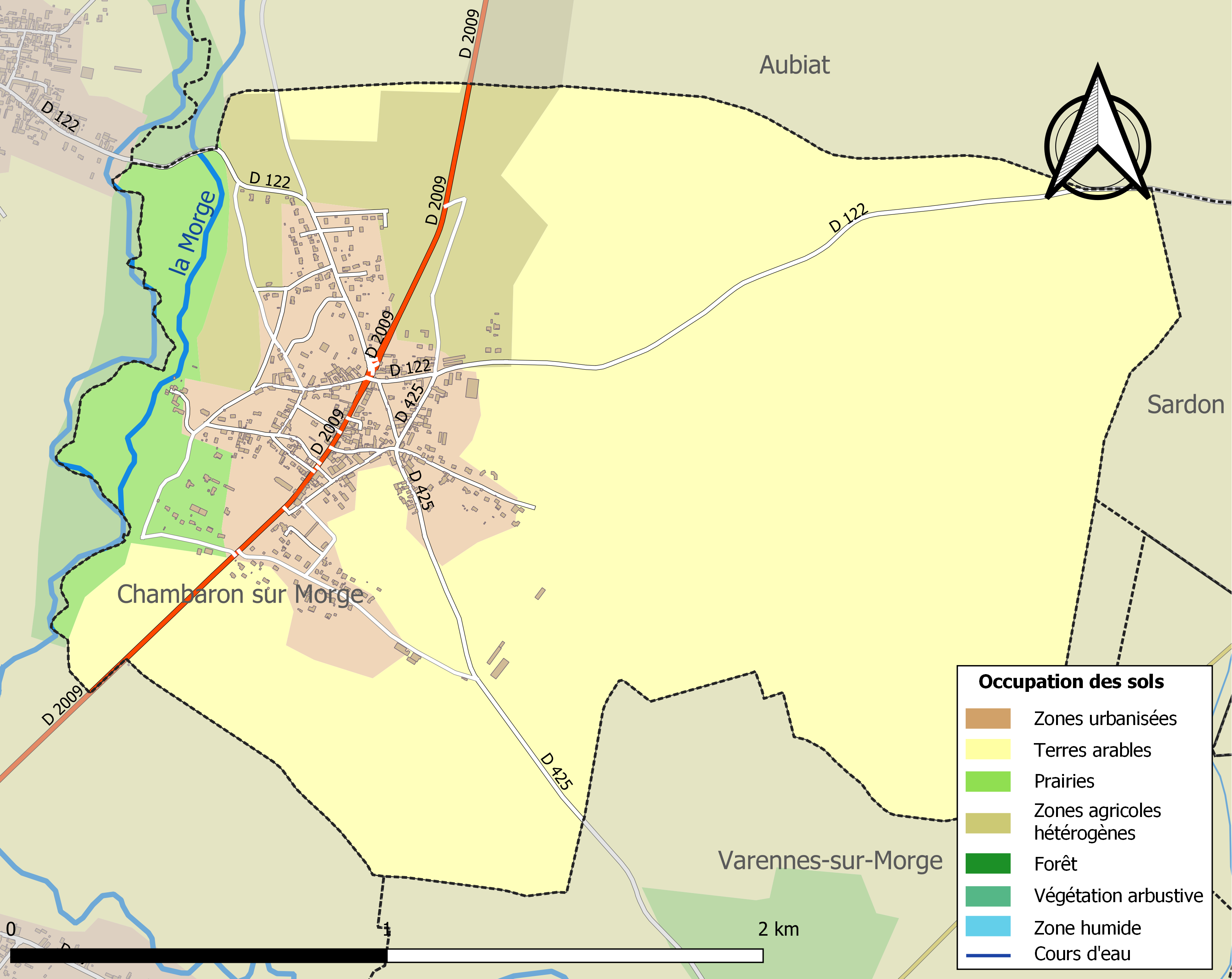
Carte des infrastructures et de l'occupation des sols de la commune en 2018 (CLC).

### Voies de communication et transports

#### Voies routières
Le territoire communal est traversé par la route départementale 2009 (ancienne route nationale 9), mais aussi par les routes départementales 122 (vers La Moutade, commune de Chambaron-sur-Morge, Beauregard-Vendon et Combronde) et 425 (vers Varennes-sur-Morge).

#### Transports en commun
À la suite de la refonte du réseau de transports interurbains du département (Transdôme) en 2017, aucune ligne ne dessert la commune.
La halte de Pontmort, desservie par les TER reliant Clermont-Ferrand à Montluçon, se trouve à deux kilomètres au sud du bourg.
Depuis le 3 septembre 2018, la commune est desservie par le transport à la demande (ligne TAD 2) du réseau RLV Mobilités.

## Toponymie
Le 8 août 2024, la modification du nom de la commune en Le Cheix-sur-Morge est parue au Journal officiel pour une date d'effet au 1er janvier 2025.

## Histoire
En juillet 1969, François Truffaut a tourné son film L'Enfant sauvage sur la commune du Cheix-sur-Morge et des environs, avec notamment un passage au pont romain.

## Politique et administration

### Administration municipale
Le conseil municipal est composé de trois adjoints et de onze conseillers municipaux.

### Liste des maires
| Période                                  | Période                   | Identité       | Étiquette | Qualité               |
| ---------------------------------------- | ------------------------- | -------------- | --------- | --------------------- |
| Les données manquantes sont à compléter. |                           |                |           |                       |
| mars 2001                                | mai 2020                  | Yves Ligier    | PS        |                       |
| mai 2020                                 | En cours (au 9 août 2020) | Bertrand Bigay |           | Conducteur de travaux |

## Population et société

### Démographie
L'évolution du nombre d'habitants est connue à travers les recensements de la population effectués dans la commune depuis 1872. Pour les communes de moins de 10 000 habitants, une enquête de recensement portant sur toute la population est réalisée tous les cinq ans, les populations de référence des années intermédiaires étant quant à elles estimées par interpolation ou extrapolation. Pour la commune, le premier recensement exhaustif entrant dans le cadre du nouveau dispositif a été réalisé en 2006.

En 2022, la commune comptait 689 habitants, en évolution de +7,49 % par rapport à 2016 (Puy-de-Dôme : +2,1 %, France hors Mayotte : +2,11 %).
| 1872 | 1876 | 1881 | 1886 | 1891 | 1896 | 1901 | 1906 | 1911 |
| ---- | ---- | ---- | ---- | ---- | ---- | ---- | ---- | ---- |
| 512  | 512  | 466  | 469  | 419  | 402  | 384  | 380  | 355  |

| 1921 | 1926 | 1931 | 1936 | 1946 | 1954 | 1962 | 1968 | 1975 |
| ---- | ---- | ---- | ---- | ---- | ---- | ---- | ---- | ---- |
| 303  | 286  | 293  | 262  | 247  | 274  | 281  | 312  | 393  |

| 1982 | 1990 | 1999 | 2006 | 2011 | 2016 | 2021 | 2022 | - |
| ---- | ---- | ---- | ---- | ---- | ---- | ---- | ---- | - |
| 508  | 601  | 602  | 611  | 618  | 641  | 685  | 689  | - |

### Enseignement
Le Cheix-sur-Morge dépend de l'académie de Clermont-Ferrand. Elle gère une école élémentaire publique.
Les élèves poursuivent leur scolarité au collège d'Aigueperse, puis au lycée Virlogeux de Riom pour les filières générales et STMG, ou au lycée Pierre-Joël-Bonté pour la filière STI2D.

## Culture locale et patrimoine

### Lieux et monuments
- Le vieux pont dit pont romain, qui traverse la Morge, classé monument historique depuis 1974[31].

### Pays d'art et d'histoire de Riom
Depuis 2005, la commune du Cheix-sur-Morge est labellisée Pays d'art et d'histoire, et forme avec les communes de Chambaron-sur-Morge, Enval, Marsat, Malauzat, Ménétrol, Mozac, Pessat-Villeneuve, Riom, et Saint-Bonnet-près-Riom, le Pays d'art et d'histoire de Riom.

### Personnalités liées à la commune

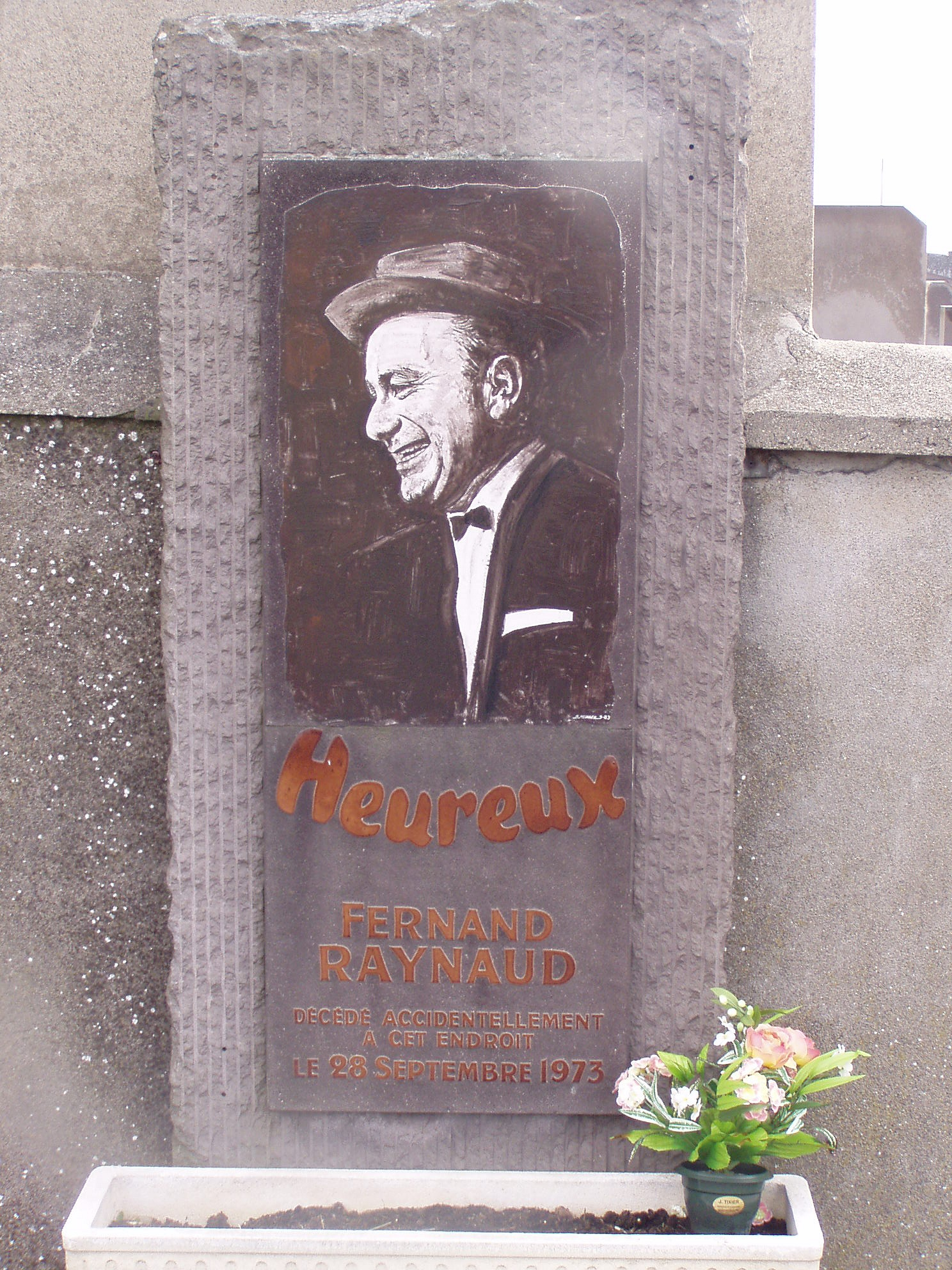
La stèle apposée sur le mur du cimetière avec le mot "Heureux" rappelant un de ses sketches les plus célèbres.

Le 28 septembre 1973, vers 17 h, l'humoriste Fernand Raynaud est mort dans un accident de voiture dans la commune. Alors qu'il descendait depuis Paris vers Clermont-Ferrand par la RN9 (aujourd'hui départementale D2009), sa Rolls-Royce Corniche cabriolet déborde sur la voie de gauche dans une longue courbe à l'entrée du village, accroche une voiture venant en sens inverse puis percute à très vive allure un camion bétaillère qui la suivait, le renversant. La voiture finit sa course contre le mur du cimetière. Fernand Raynaud fut tué sur le coup. Une plaque commémorative en pierre de Volvic avec son portrait, apposée sur le mur du cimetière, rappelle ce tragique accident. Une rue de la commune porte son nom depuis le 28 septembre 2013, à l'occasion du quarantième anniversaire de son décès.

### Héraldique
| Blason de Le Cheix-sur-Morge | Blason  | Tranché, au premier d'argent à l'arbre de sinople, au second d'azur au pont en dos d'âne à une arche d'argent surmonté d'un épi de blé d'or feuillé de même. |
| Blason de Le Cheix-sur-Morge | Détails | Le statut officiel du blason reste à déterminer. |